# Apprends avec Pokémon : À la conquête du clavier
Apprends avec Pokémon : À la conquête du clavier (バトル&ゲット！ポケモンタイピングDS, Battle & Get! Pokémon Typing DS) est un jeu vidéo éducatif développé par Genius Sonority et édité par The Pokémon Company, sorti en 2011 sur Nintendo DS.
Il était vendu avec un clavier pour apprendre la dactylographie.

## Accueil
- Famitsu : 32/40[1]
- Jeuxvideo.com : 13/20[2]